# Ключёвка (Костромская область)
Ключёвка — упразднённая деревня в Кологривском муниципальном округе Костромской области России.

## Название
В «Списке населённых мест Костромской губернии по сведениям 1907 года» упоминается под двойным названием: Ключевка (Кукишево).

## География
Урочище находится в северной части Костромской области, в подзоне южной тайги, у реки Княжая.

### Климат
Климат характеризуется как умеренно континентальный, с продолжительной холодной многоснежной зимой и коротким сравнительно тёплым летом. Среднегодовая температура воздуха — 2,7 °C. Средняя температура воздуха самого холодного месяца (января) — −12,7 °C (абсолютный минимум — −53 °C); самого тёплого месяца (июля) — 17,9 °C (абсолютный максимум — 37 °С). Безморозный период длится около 131 дня. Продолжительность периода активной вегетации растений (выше 10 °C) составляет примерно 127 дней. Годовое количество атмосферных осадков — 593 мм, из которых до 470 мм выпадает в вегетационный период.

## История
До упразднения уездно-губернского деления входило в состав Паломской волости Кологривского уезда, к 1926 году в состав Кологривской волости.

## Население
В 1897 году проживали 125 человек, в 1907 году 172 жителя (41 мужчина, 84 женщины), по переписи 1920 года 138 человек (64 мужчины, 74 женщины), к 1924 году 168 жителей (79 мужчин, 89 женщин).

## Известные уроженцы, жители
- Буракова, Валентина Ивановна (1921—2013) — Герой Социалистического Труда.

## Инфраструктура
Личное подсобное хозяйство с зоной сельскохозяйственного использования, индивидуальная застройка усадебного типа.
Дворов на 1907 год — 29, в 1920 хозяйств 25.
Жители занимались земледелием и лесным хозяйством.

## Транспорт
Просёлочная дорога.